# Іст-Гемпфілд Тауншип (округ Ланкастер, Пенсільванія)
Іст-Гемпфілд Тауншип (англ. East Hempfield Township) — селище (англ. township) в США, в окрузі Ланкастер штату Пенсільванія. Населення — 26 304 особи (2020).

## Демографія
Згідно з переписом 2010 року, у селищі мешкали 23 522 особи в 9631 домогосподарстві у складі 6676 родин. Було 10054 помешкання
Расовий склад населення:
| - 88,8 % — білих - 3,5 % — азіатів - 2,8 % — чорних або афроамериканців - 0,1 % — корінних американців - 2,9 % — осіб інших рас |

До двох чи більше рас належало 1,8 %. Частка іспаномовних становила 6,9 % від усіх жителів.
За віковим діапазоном населення розподілялося таким чином: 22,0 % — особи молодші 18 років, 59,3 % — особи у віці 18—64 років, 18,7 % — особи у віці 65 років та старші. Медіана віку мешканця становила 44,2 року. На 100 осіб жіночої статі у селищі припадало 94,9 чоловіків;  на 100 жінок у віці від 18 років та старших — 92,4 чоловіків також старших 18 років.
Середній дохід на одне домашнє господарство  становив 97 441 долар США (медіана — 67 648), а середній дохід на одну сім'ю — 116 442 долари (медіана — 83 086). Медіана доходів становила 61 935 доларів для чоловіків та 38 010 доларів для жінок. За межею бідності перебувало 6,9 % осіб, у тому числі 10,3 % дітей у віці до 18 років та 4,5 % осіб у віці 65 років та старших.
Цивільне працевлаштоване населення становило 12 424 особи. Основні галузі зайнятості: освіта, охорона здоров'я та соціальна допомога — 28,1 %, виробництво — 18,0 %, науковці, спеціалісти, менеджери — 10,3 %, роздрібна торгівля — 9,8 %.